# Texcapilla
Texcapilla es una localidad del sur del Estado de México, forma parte del municipio de Texcaltitlán.

## Localización y demografía
Es una localidad rural localizada en el sur del Estado de México y al este del territorio municipal de Texcaltitlán. Se encuentra ubicado en las coordenadas geográficas 18°56′43″N 99°53′42″O / 18.94528, -99.89500 y a una altitud de 2894 metros sobre el nivel del mar. El entorno que lo rodea es montañoso y accidentado.
Se localiza a unos ocho kilómetros al este de la cabecera municipal, Texcaltitlán, y a unos 45 kilómetros al suroeste de la capital del estado, Toluca de Lerdo. Su principal vía de comunicación es la carretera estatal 12 del Estado de México, que al sureste lo une con Coatepec Harinas y al norte con la carretera estatal 10 que conduce a Toluca.
De acuerdo con los resultados del Censo de Población y Vivienda realizado en 2020 por el Instituto Nacional de Estadística y Geografía (INEGI), la población total de Texcapilla es de 1447 personas, de las que 759 son mujeres y 688 son hombres.